# Basílica de São Pedro (Guimarães)
A Basílica de São Pedro ou Igreja de São Pedro é um templo neoclássico na União das Freguesias de Oliveira, São Paio e São Sebastião, Guimarães.

## História
Já com origens no início do século XVII, as obras só foram iniciadas em 1737. Só em 1750 foi benzida a capela-mor. A conclusão da obra foi em 1883 / 1884, embora a fachada nunca tenha sido concluída, faltando ainda hoje a segunda torre sineira.
Em 26 de Março de 1751 foi elevada à categoria de basílica.
O templo foi profanado aquando das Invasões Francesas, tendo sido usado como estrebaria.
Recebeu o título de basílica menor em 1751 pelo papa Bento XIV.

### Tragédia da Basílica de São Pedro
No dia 1 de dezembro de 1942 é, após a “Missa das Almas”, que se realizou às 6 horas da manhã, algumas centenas de pessoas que se encontravam junto à basílica de S. Pedro, dirigiram-se para uma dependência do edifício, para receberem uma esmola em pão de trigo.
O peso excessivo provocado das centenas de pessoas que se concentravam no corredor lateral da igreja, e que dá acesso à capela-mor, que originou a cedência das traves em madeira. A queda das traves arrastou dezenas de pessoas, que caíram no salão da Cervejaria “Atlantic”, situado junto à igreja, causando um pânico generalizado, muitos feridos e 10 mortos.

## Arquitetura
A basílica segue um estilo neoclássico muito austero e simples.

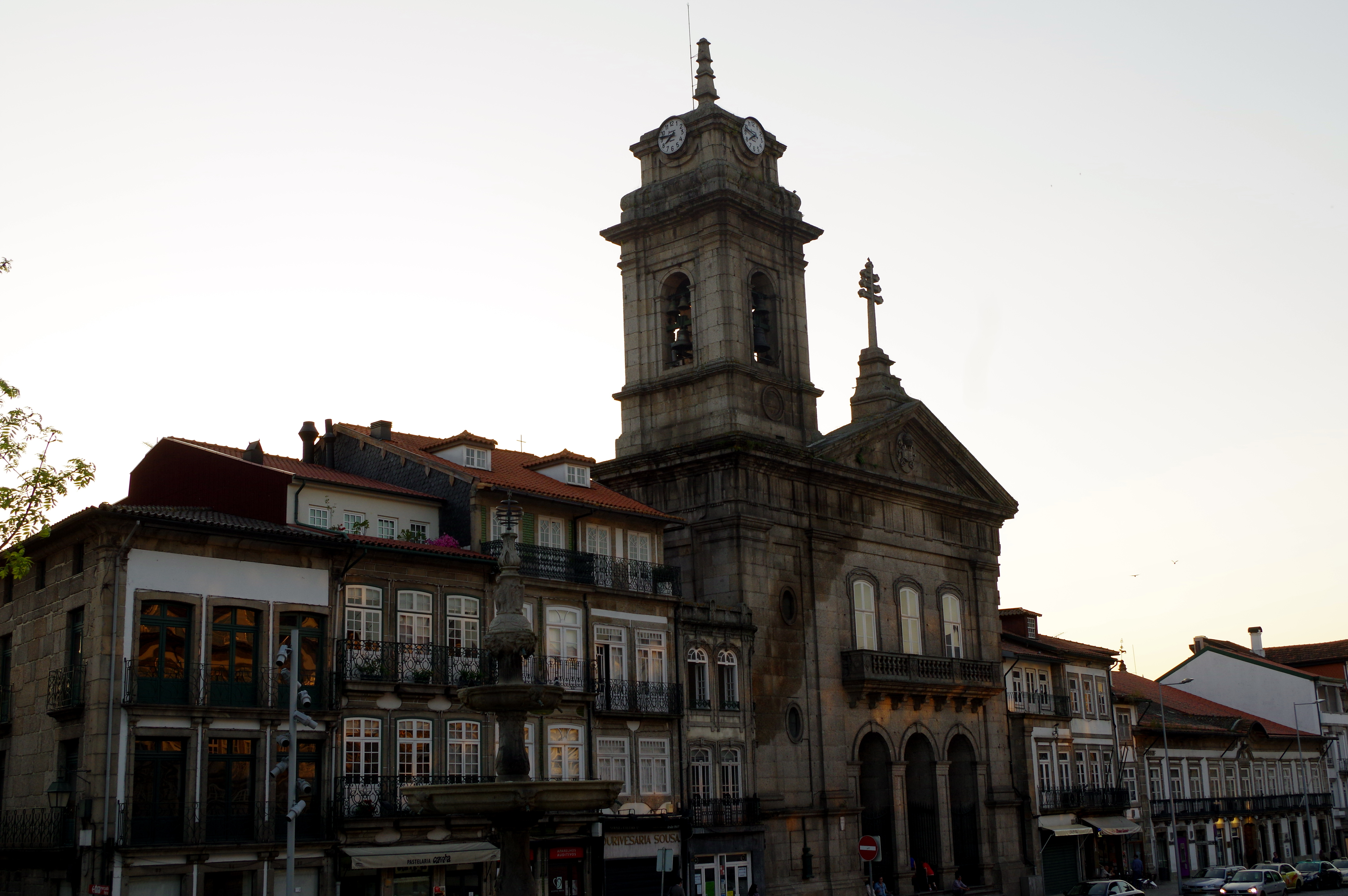
A envolvente da igreja
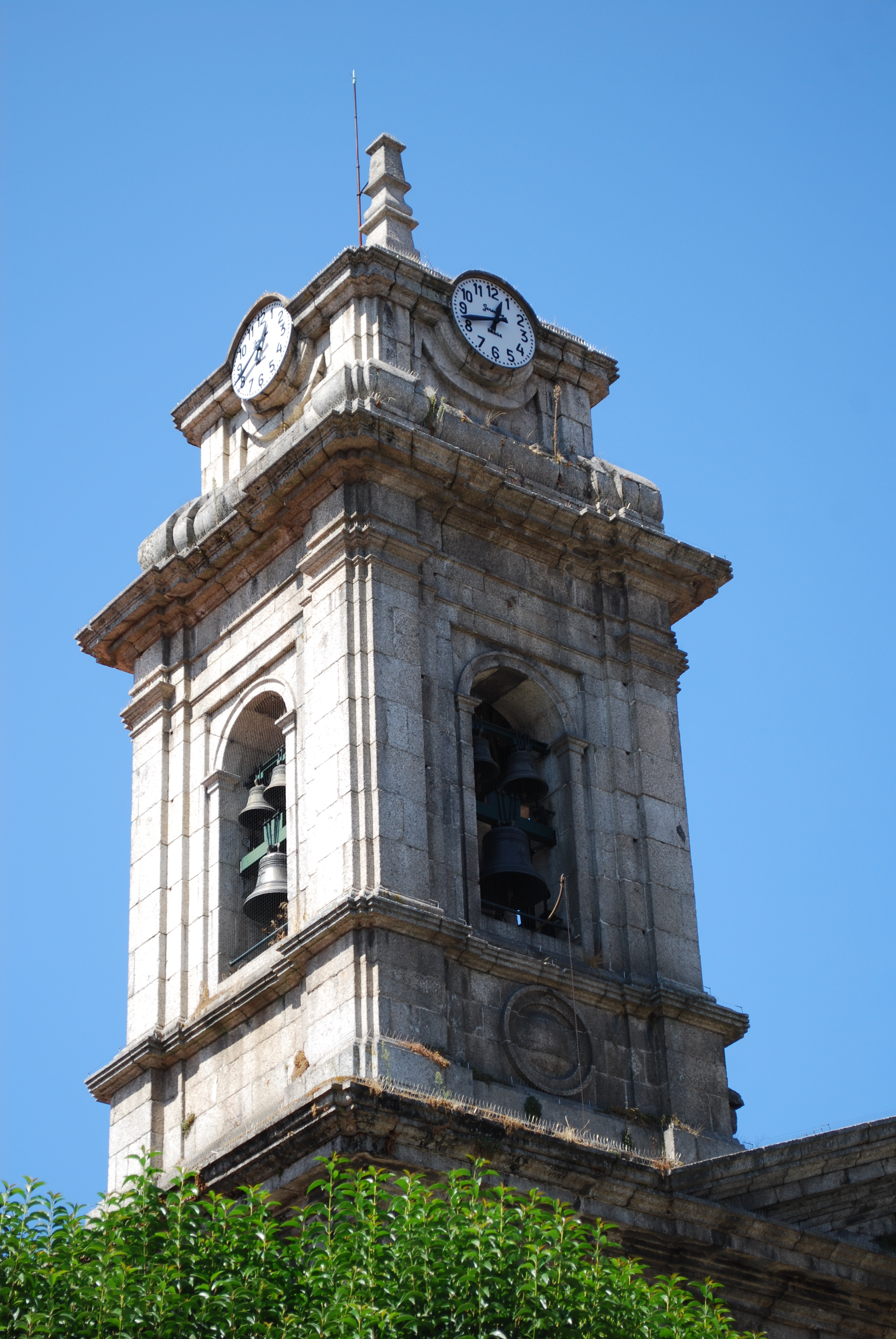
Torre sineira
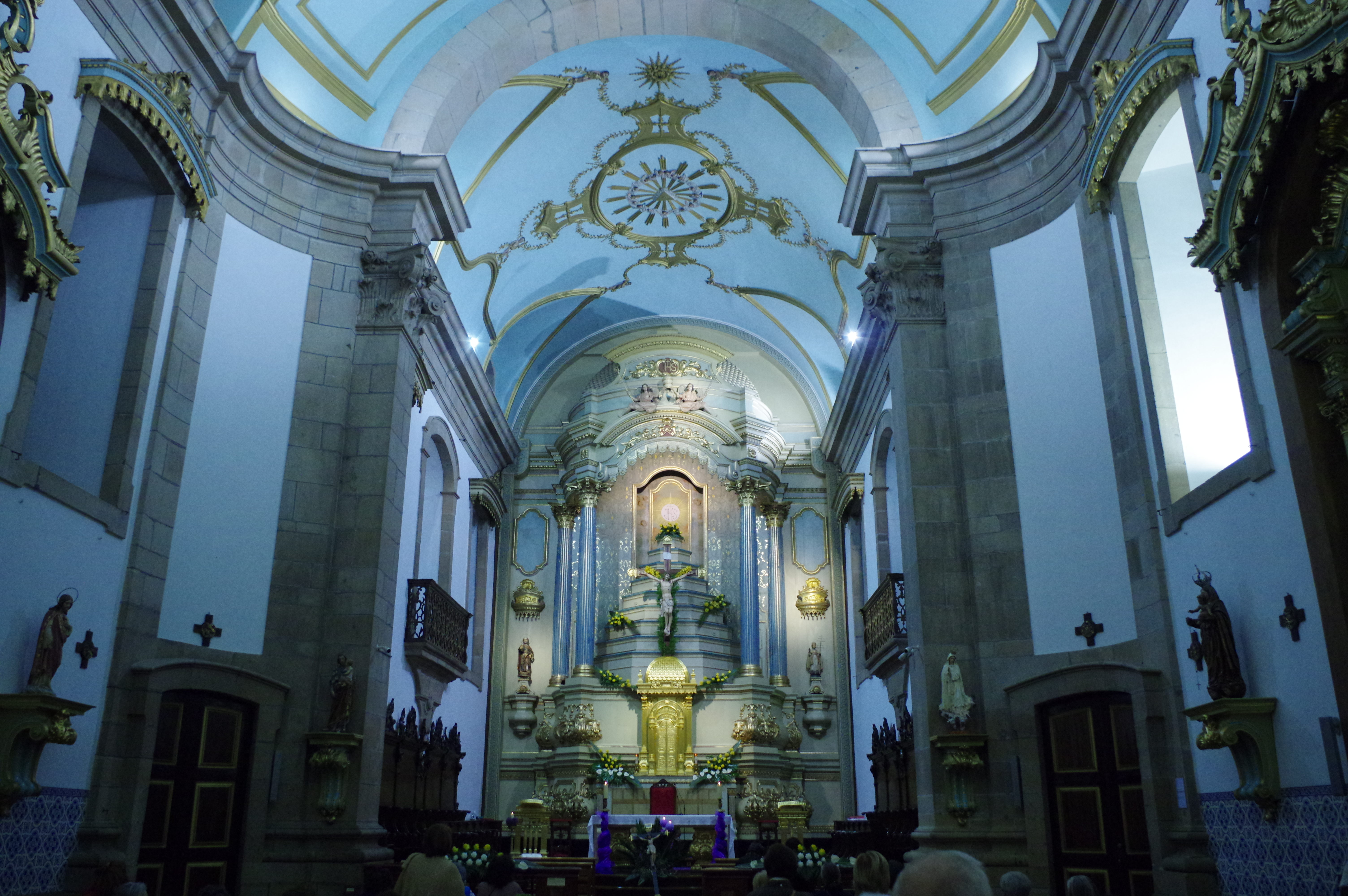
Interior da igreja